# Vlado Jug
Vlado Jug, slovenski hokejist, * 6. april 1947, Jesenice.
Jug je bil dolgoletni član kluba HK Acroni Jesenice. Leta 1968 je skupaj s Slavkom Beravsom, Rudijem Hitijem in Romanom Smolejem prestopil v HK Olimpija, kar je povzročilo veliko razburjenje na Jesenicah. Ta prestop je sprožil rivalstvo med ljubljanskih in jeseniških klubom, ki še vedno traja. Za jugoslovansko reprezentanco je nastopil na Olimpijskih igrah 1968 v Grenoblu.